# Cioè
Cioè è una rivista quindicinale (in precedenza settimanale) pubblicata in Italia dal 7 ottobre 1980; è rivolta a un pubblico adolescenziale e preadolescenziale principalmente di sesso femminile, e tratta temi legati alla moda, alla musica di tendenza, allo spettacolo, alla cronaca rosa, all'amore e alla sessualità; negli anni ottanta raggiunse livelli di vendita notevoli arrivando a 300 000 copie.

## Storia editoriale
Particolarmente caratteristica la presenza di poster di considerevoli dimensioni piegati su sé stessi affinché rientrino nel formato tascabile della rivista. Inoltre solitamente la rivista esce in allegato con gadget di vario tipo, ma principalmente cosmetici, accessori di abbigliamento e bigiotteria. Fu il primo settimanale in Italia a veicolare un gadget, per la precisione una gomma per cancellare, a forma di cuore. Per diversi anni la rivista pubblicò anche molti fotoromanzi, prodotti da Umberto Mazzarini.
L'editore fondatore fu Fabio Piscopo, che la pubblicò con la sua casa editrice, le Edizioni Cioè (le cui testate per giovani sono state comprate da Panini nel 2009). 
Il primo direttore fu il giornalista Paolo Cavallina. Fra i primi collaboratori della rivista ci furono Anna Pettinelli, Dario Salvatori, Nicola Sisto, Enrico Sisti, lo stesso Marco Iafrate e Maurizio Costanzo, con una rubrica di commento alle storie dei fotoromanzi. Celebre negli anni ottanta l'inserto L'Eco dei Sorcini, ideato da Iafrate e realizzato in collaborazione con Renato Zero. 
Dal 1980 al 1992 l'art director delle edizioni Cioè è stato Alberto Baldassarre. A seguire Gloria Rizzardi Tempini che è rimasta fino alla vendita del settimanale nel 2009.
Fra i direttori che hanno contribuito al successo del settimanale, Giorgio Pacifici che lo prese a poco più di 100 000 copie di venduto e, rinnovando la formula, lo portò ai suoi massimi livelli di vendita alla fine degli Ottanta restando fino al 1991, coadiuvato dalla caporedattrice Marina Mannino che dal 1991 gestì il settimanale in autonomia. In redazione le giornaliste Elisabetta Tonelli ed Evelina Mastrolorenzi fino al 2009. Da allora è edita dalla Edizioni Panini e diretta da Marco Iafrate.
Il marchio Cioè è declinato anche nelle testate di altre riviste per giovanissimi come Cioè Girl, Cioè Test, Cioè Max. La testata è presente anche nel web nei diversi social network.
Il 20 gennaio 2025, tramite una storia pubblicata sul proprio profilo ufficiale Instagram (@cioepanini), la rivista ha annunciato che nel corso dell'anno non sarà pubblicata con regolarità. I numeri in uscita verranno comunicati di volta in volta attraverso la pagina Instagram, che sarà inoltre più attiva rispetto al passato. Questo cambiamento rappresenta una nuova strategia editoriale per adattarsi alle dinamiche del pubblico digitale.